# Leopold Johann Victorin von Windisch-Graetz
Leopold Johann Victorin von Windisch-Graetz (* 17. September 1686 in Regensburg; † 19. Dezember 1746 in Wien) war österreich-ungarischer Gesandter in Den Haag, k.k. Kämmerer und Geheimrat. Ferner war er Oberst-Erblandstallmeister in der Steiermark und Herr von Trautmannsdorf, Götzendorf und Prerau.

## Herkunft
Seine Eltern waren der Graf Gottlieb von Windisch-Graetz (1630–1695) und dessen dritter Ehefrau der Gräfin Maria Theresia von Saurau (* 14. Dezember 1657; † 7. Oktober 1713). Der spätere Reichshofratspräsident Ernst Friedrich von Windisch-Graetz war sein Bruder.

## Leben
Windisch-Graetz ging 1716 als Reichshofrat in kaiserliche Dienste. Bereits 1717 wurde er als außerordentlicher Gesandter bei den Generalstaaten nach dem Haag versetzt. Dazu erhielt er spezielle Instruktionen: Sollte ihm der Ehrentitel „Exzellenz“ verweigert werden, sollte er diesem auch keinen anderen erlauben, außerdem sollte er auf das Schleifen der kurkölnischen und lüttichischen Festungen und Zitadellen gemäß dem Friedensvertrag von Baden dringen. 1719 erhielt er noch den Auftrag die Zukunft der kaiserlichen Quecksilber- und Kupferbergwerke in Holland zwischen König Georg I. von England und Kaiser Karl VI.  zu verhandeln. Er schloss als kaiserlicher Bevollmächtigter die Quadrupelallianz zwischen Großbritannien, Frankreich, Österreich und den Niederlanden. Im Jahr 1722 war er als erster kaiserlicher Botschafter bei dem Kongress in Cambrai, wo der Streit über das Erbe von Cosimo III. beigelegt werden sollte (Vertrag von Wien (1725)). Im Jahr 1723 wurde er wirklicher geheimer Rat und war 1728 Vertreter beim Kongress von Soissons.
Am 14. Februar 1730 wurde ihm das Diplom als Palatinus major verliehen, ferner wurde er Statthalter von Niederösterreich und 1735 Konferenzminister. Mit einem Handschreiben von Kaiser Karls VI. bekam er am 28. November 1739 in Wien auch den Orden vom Goldenen Vließ. im Jahr 1741 erhielt er als Magnat von Ungarn eine Einladung der Königin Maria Theresia zum Krönungslandtag von 1741. Mit Dekret vom 5. Oktober 1745 erhielt er Kaiser Franz II. die Würde eines Geheimrats und stand nun im Rang unmittelbar hinter dem Hof- und Staatskanzler Graf Anton Corfiz Ulfeldt. Er starb am 19. Dezember 1746.
Windisch-Graetz hatte seine Positionen ohne eigenen Vorteil ausgefüllt und viel eigenes Geld verloren, so dass nach seinem Tod seine Güter mit einer halben Million belastet waren. Ferner schuf er durch seinen Einfluss an der Universität Wien eine Stelle für einen Professor der Algebra. Auch nahm er die ihm zustehenden Rechte zur Münzprägung wahr.

## Familie
Windisch-Grätz heiratete 16. August 1714 die Gräfin Maria Ernestina von Strassoldo (* 16. Januar 1695; † 2. Juli 1766), Tochter von Graf Marzio von Strassoldo. Das Paar hatte mehrere Kinder:
- Maria Theresia (1715–1716)
- Amadeus Kaspar (1717–1719)
- Leopold Karl Joseph Franz de Paula Adam Ignaz (* 15. November 1718; † 13. Februar 1746), Regierungsrat ⚭ 1743 Gräfin Maria Antonia von Khevenhüller (* 29. März 1726; † 17. Januar 1746)[3], Tochter von Ludwig Andreas von Khevenhüller
- Karl Joseph (1727–1749)